# David Gevaert
David Gevaert est un entraîneur belge de football, né le 15 avril 1969 à Gand, en Belgique.

## Biographie
Au début du XXIe siècle, David Gevaert a été entraîneur assistant et préparateur du physique du cercle de Division 2 du K. SV Ingelmunster, sous la direction des entraîneurs principaux Eddy Mestdagh, Paul Put et Rik Vande Velde. Avant cela, il avait travaillé comme préparateur physique au KM SK Deinze.
En 2002, il est préparateur physique au Sporting d'Anderlecht alors entraîné par Hugo Broos.
D'abord "T2", Gevaert devient l'entraîneur principale de l'Eendracht Alost en 2004-2005, à la suite du licenciement de Lorenzo Staelens comme coach principal. Mais Gevaert est à son tour remercié après 12 journées. C'est Gilbert Bodart qui lui succède à la tête des "Oignons" qui dégringole en D3 à la fin de la saison.
On retrouve Gevaert aux commandes du Sparta Petegem, en séries provinciales,  pendant deux saisons. Ensuite, il découvre la Division 3 à la tête du Racing Waregem. Avec les "Sang et Or", il atteint le tour final, mais  échoue contre le KV Turnhout.
Davy Gevaert passe alors chez le "grand frère", Zulte Waregem, où il occupe successivement les fonctions d'entraîneur des "Espoirs", de "T2" de Darije Kalezić puis de "Conseiller sportif". Un mois plus tard, le coach bosnien est remercié et c'est Francky Dury qui revient aux manettes. En juin 2013, Gevaert est promu conseiller sportif par Patrick Decuyper, directeur général du "Essevé".
En 2012, Davy Gevaert décroche sa licence d'entraîneur professionnel. En 2014, il dirige le petit club du JV De Pinte en 2e Provinciale. Un an plus atard, Patrick Decuyper reprend les commandes du club de l'Antwerp FC et choisit David Gevaert comme entraîneur principal.
En septembre 2015, il réussit l'exploit avec le "Great Old" d'éliminer le KV Ostende lors des Seizièmes de finale de la Coupe de Belgique. Le cercle anversois lutte toute la saison pour le titre en Proximus league mais se fait coiffer au poteau par le White Star Bruxelles et Eupen.
Pour la saison 2015-2016, l'Antwerp engage Frederik Vanderbiest comme "T1". Mais celui est remercié le 10/10/2016, à la suite des résultats jugés insuffisants. Gevaert est alors rappelé à la tête de l'équipe A. Un mois plus tard, il démissionne de son poste. Il prend la direction du SC Dikkelvenne le 30 novembre 2016.
Il est nommé le 26 octobre 2018 à la tête du Royal Excelsior Virton en remplacement de Marc Grosjean.